# Eintracht Brunswick II
El Brunswick Turn- und Sportverein Eintracht von 1895 II es un equipo de fútbol de Alemania que juega en la Oberliga Niedersachsen, la quinta liga de fútbol más importante del país.

## Historia
Fue fundado en el año 1904 en la ciudad de Brunswick y se le conoce también como Eintracht Brunswick Amateure en vista de ser el equipo filial de Eintracht Brunswick, por lo que no puede jugar en la Bundesliga, aunque sí puede jugar en la Copa de Alemania y sus jugadores pueden estar disponibles para jugar en el primer equipo.

## Palmarés
- Amateuroberliga Niedersachsen-Ost (II): 1

1956
- Amateurliga Niedersachsen, Staffel 4 (Brunswick) (III): 1

1954
- Oberliga Niedersachsen: 5

1970, 2000, 2002, 2010, 2013

## Temporadas recientes
| Temporada | División                           | Posición |
| 2002–03   | Oberliga Niedersachsen/Bremen (IV) | 9º       |
| 2003–04   | Oberliga Niedersachsen/Bremen      | 10º      |
| 2004–05   | Niedersachsenliga-Ost (V)          | 1º       |
| 2005–06   | Oberliga Nord (IV)                 | 11º      |
| 2006–07   | Oberliga Nord                      | 10º      |
| 2007–08   | Oberliga Nord                      | 10º      |
| 2008–09   | Oberliga Niedersachsen-Ost (V)     | 3º       |
| 2009–10   | Oberliga Niedersachsen-Ost         | 1º       |
| 2010–11   | Regionalliga Nord (IV)             | 16º      |
| 2011–12   | Oberliga Niedersachsen (V)         | 8º       |
| 2012–13   | Oberliga Niedersachsen             | 1º       |
| 2013–14   | Regionalliga Nord (IV)             |          |